# Corbin (Kentucky)
Corbin is een plaats (city) in de Amerikaanse staat Kentucky, en valt bestuurlijk gezien onder Knox County en Whitley County.

## Demografie
Bij de volkstelling in 2000 werd het aantal inwoners vastgesteld op 7742.
In 2006 is het aantal inwoners door het United States Census Bureau geschat op 8299, een stijging van 557 (7,2%).

## Geografie
Volgens het United States Census Bureau beslaat de plaats een oppervlakte van
19,2 km², geheel bestaande uit land. Corbin ligt op ongeveer 329 m boven zeeniveau.

## Plaatsen in de nabije omgeving
De onderstaande figuur toont nabijgelegen plaatsen in een straal van 28 km rond Corbin.